# Mads Rasmussen
Mads Reinholdt Rasmussen (Nykøbing Falster, 24 de noviembre de 1981) es un deportista danés que compitió en remo. Está casado con la remera Juliane Rasmussen.
Participó en cuatro Juegos Olímpicos de Verano, entre los años 2004 y 2016, obteniendo dos medallas, bronce en Pekín 2008 y oro en Londres 2012, en la prueba de doble scull ligero, y el cuarto lugar en Atenas 2004, en la misma prueba.
Ganó cinco medallas en el Campeonato Mundial de Remo entre los años 2002 y 2009.

## Palmarés internacional
| Juegos Olímpicos   | Juegos Olímpicos      | Juegos Olímpicos  | Juegos Olímpicos        |
| Año                | Lugar                 | Medalla           | Prueba                  |
| ------------------ | --------------------- | ----------------- | ----------------------- |
| 2008               | Pekín (China)         | Medalla de bronce | Doble scull ligero      |
| 2012               | Londres (Reino Unido) | Medalla de oro    | Doble scull ligero      |
| Campeonato Mundial |                       |                   |                         |
| Año                | Lugar                 | Medalla           | Prueba                  |
| 2002               | Sevilla (España)      | Medalla de bronce | Doble scull ligero      |
| 2005               | Kaizu (Japón)         | Medalla de plata  | Doble scull ligero      |
| 2006               | Eton (Reino Unido)    | Medalla de oro    | Doble scull ligero      |
| 2007               | Múnich (Alemania)     | Medalla de oro    | Doble scull ligero      |
| 2009               | Poznań (Polonia)      | Medalla de bronce | Scull individual ligero |